# Shadow of a Doubt (Album)
Shadow of a Doubt ist das zweite Soloalbum des US-amerikanischen Rappers Freddie Gibbs. Es erschien am 20. November 2015 über die Labels ESGN und Empire Distribution.

## Titelliste
1. Rearview – 3:57
2. Narcos – 3:07
3. Careless – 3:46
4. Fuckin' up the Count – 3:21
5. Extradite (feat. Black Thought) – 4:39
6. McDuck (feat. Dana Williams) – 3:28
7. Mexico (feat. Tory Lanez) – 4:12
8. Packages (feat. ManMan Savage) – 3:48
9. 10 Times (feat. Gucci Mane und E-40) – 3:30
10. Lately – 3:55
11. Basketball Wives – 4:09
12. Forever and a Day – 4:36
13. Insecurities – 4:26
14. Freddie Gordy – 3:51
15. Cold Ass Nigga – 3:53
16. My Boy – 4:30
17. 10 Chickens – 2:38

## Rezeption

### Erfolg
Shadow of a Doubt stieg auf Platz 76 der US-amerikanischen Billboard 200 ein. Nach einer Woche verließ das Album die Charts wieder.

### Kritik
Die E-Zine Laut.de bewertete Shadow of a Doubt mit vier von möglichen fünf Punkten. Aus Sicht des Redakteurs David Maurer manifestiere Freddie Gibbs „auf herrlich finsteren Beats seine rohe, ehrliche Gangsta-Attitüde mit hervorragenden Rap-Skills und einer Authentizität, die momentan kaum jemand“ erreiche. Der Rapper beeindrucke durch „Art und Authentizität der Erzählung, Dauerfeuer-Raps und die knallharte Attitüde.“ Extradite liefere ein „beeindruckendes Reim-Gefecht mit einem brillant aufgelegten Black Thought“, Amazing werde durch ein „perfekt adaptiertes George Michael-Sample […] zur Hedonismus-Hymne“ und Careless wird zum „Highlight der Platte“ erklärt. Auch das „minimalistische“ 10 Times berge „Hit-Potenzial.“ Insgesamt wirke keiner der enthaltenen Songs des Albums „zu lang, geschweige denn überflüssig.“

### Bestenliste
In der Liste der besten „Hip Hop-Alben des Jahres“ 2015 von Laut.de wurde Shadow of a Doubt auf Rang 18 platziert. „Jede Zeile, jede Geschichte [und] jeder düster brummende Beat“ des Albums zeige, dass Gibbs „nach wie vor der echteste unter den Gangsta-Rappern“ sei. Dabei klinge er „mal wie Migos, mal wie Future, zum Glück aber hauptsächlich wie er selbst.“